# Малмьо ФФ
Малмьо Фотболфьоренинг (на шведски: Malmö Fotbollförening) е шведски футболен отбор от град Малмьо. Създаден е на 24 февруари 1910 г. Има спечелени 15 титли, 14 купи на страната и 10 купи Интертото. Играе на финал за Купата на европейските шампиони през сезона 1978/79. Един от най-популярните футболни клубове в Швеция. Единственият шведски отбор, достигнал до финал за КЕШ. Играят в най-горната дивизия на шведския футбол групата Алсвенскан, в която се състезават през по-голямата част от своето съществуване.
Клубът печели първото си първенство през 1944 година. Малмьо ФФ продължава славата си и през 70-те години на XX век, спечелвайки пет шведски шампионата и четири титли на Шведската купа. Малмьо ФФ е единственият клуб от скандинавските страни, който е достигал финала на Европейската купа – предшественикът на Шампионската лига на УЕФА. Те завършват на второ място във финала за Европейските шампиони от 1979 г., губейки първото място от английския клуб Нотингам Форест със 1 – 0. За този мач Малмьо ФФ получават Златния медал „Svenska Dagbladet“. В по-нова история отборът се класира за два последователни групови етапа на Шампионската лига през 2014 и 2015 г.
Клубните цветове на отбора са небесносини и бели – с небесносини фланелки и бели къси панталони, които са традиционните цветове на клуба. Основните съперници на Малмьо ФФ са Хелсингборис ИФ, ИФК Гьотеборг.
Златан Ибрахимович започва професионалната си кариера в Малмьо ФФ. Той записва 40 мача и отбеляза 18 гола за клуба за периода 1999 – 2001 година.

## Успехи

### Национални
- Алсвенскан: (1 ниво)
  -  Шампион (27):: 1943/44, 1948/49, 1949/50, 1950/51, 1952/53, 1965, 1967, 1970, 1971, 1974, 1975, 1977, 1985, 1986, 1987, 1988, 1989, 2004, 2010, 2013, 2014, 2016, 2017, 2020, 2021, 2023, 2024 [5]
  -  Второ място (15): 1945/46, 1947/48, 1951/52, 1955/56, 1956/57, 1964, 1968, 1969, 1976, 1978, 1980, 1983, 1996, 2002, 2019
  -  Трето място (9): 1938/39, 1944/45, 1946/47, 1991, 1994, 1997, 2003, 2012, 2018
- Суперетан: (2 ниво)
  -  Трето място (1): 2000
- Втора дивизия Сидвенска: (3 ниво)
  -  Шампион (1):: 1920/21
- Втора дивизия Сидвенска: (3 ниво)
  -  Шампион (3):: 1930–31, 1934–35, 1935–36
- Купа на Швеция:
  -  Носител (15): [5] 1944, 1946, 1947, 1951, 1953, 1967, 1972/73, 1973/74, 1974/75, 1977/78, 1979/80, 1983/84, 1985/86, 1988/89, 2023/24
  -  Финалист (6): 1945, 1970/71, 1995/96, 2015/16, 2017/18, 2024/25
- Суперкупа на Швеция:
  -  Носител (2): 2013, 2014
  -  Финалист (1): 2011

## Международни
- КЕШ:
  - Финалист (1): 1979
- Междуконтинентална купа:
  - Финалист (1): 1979
- Купа Карл Рапан:
  -  Носител (10, рекорд): 1969, 1974, 1978, 1980, 1984, 1986, 1987, 1988, 1990, 1993